# Мечты о женщинах, красивых и так себе
«Мечты о женщинах, красивых и так себе» (англ. Dream of Fair to Middling Women) — первое крупное прозаическое произведение писателя Сэмюэля Беккета. Работа над романом завершена в первой половине 1932 года. В отличие от более поздних произведений Беккета изначально был написан на английском языке.
Эта, еще во многом подражательная по отношению к Джойсу и незрелая книга отличается сложным, не характерным для зрелого и, в особенности, позднего Беккета «барочным» языком, и демонстрирует изощрённую энциклопедическую эрудицию молодого автора.
Сюжетное ядро романа представляет собой довольно путаное описание романтических отношений носящего автобиографические черты юноши по имени Белаква Шуа (тезки одного из персонажей Дантова Чистилища) с тремя девушками (прототипом первой из них, Смеральдины-Римы, послужила первая любовь Беккета, его кузина Пегги Синклэр, второй, Сиры-Кузы, — безумная дочь Джойса, Лючия, третьей, Альбы, — другое юношеское увлечение писателя, Этна Маккарти). В этой связи книга носит глубоко личный характер, чего Беккет старательно и щепетильно стремился избегать в последующем.
Роман, отвергнутый всеми издательствами, представляет собой достаточно «сырое», по свидетельству самого Беккета, «незрелое и нестоящее», хотя и демонстрирующее обширную осведомленность автора в вопросах литературы, философии и теологии, произведение. Роман был опубликован, согласно воле самого автора, лишь посмертно в 1992 году.